# Graduał

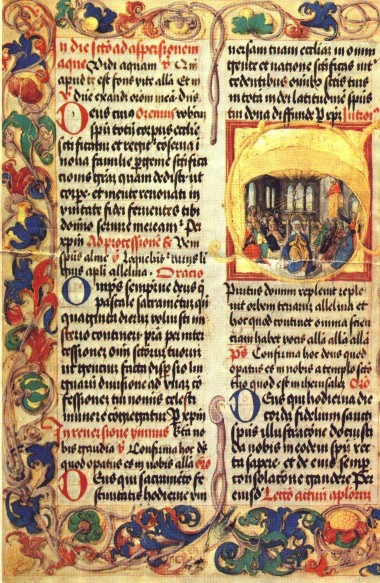
Graduał króla Jana I Olbrachta przechowywany w zakrystii na Wawelu

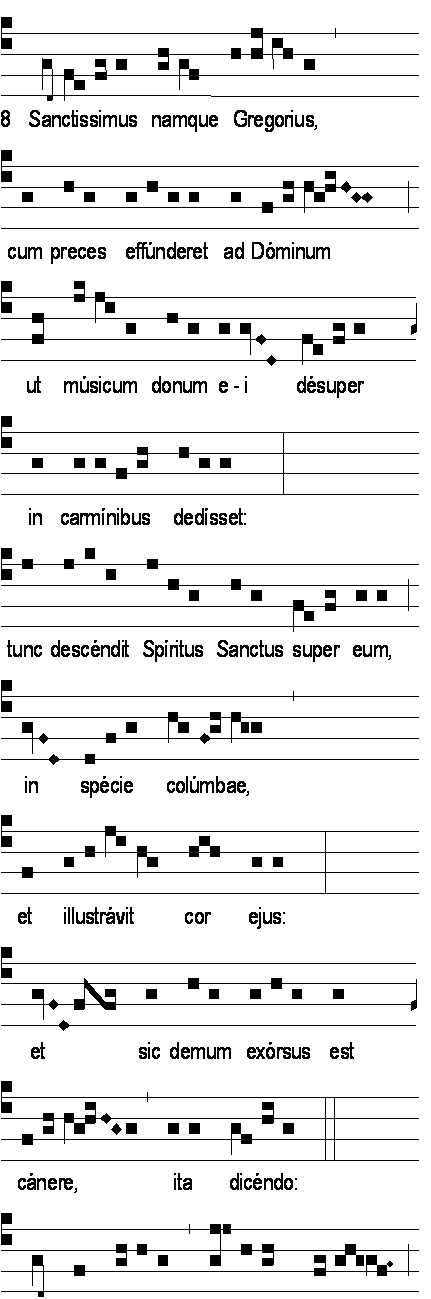
Sanctissimus namque Gregorius z watykańskiego Graduale Romanum

Graduał lub graduale (łac. graduale) – jeden ze zmiennych śpiewów, wykonywanych podczas liturgii mszy w obrządku rzymskim (należący do tzw. proprium) oraz nabożeństw luterańskich. Gatunkowo jest to responsorium, a jego tekst zaczerpnięty jest z jednego z psalmów. 
Termin „graduał” oznacza również księgę liturgiczną, zawierającą propria mszalne (zmienne śpiewy mszy). 

## Graduał jako część zmienna liturgii mszalnej

### W obrządku rzymskim
W obrządku rzymskim i jego wariantach graduał wykonywany jest po lekcji, często poprzedzając śpiew Alleluja lub Tractus. W postaci chorałowej był to melizmatyczny śpiew kantora i jednocześnie recytowany przez celebransa. W lekcjonarzu po reformie Soboru Watykańskiego II zastąpiony przez psalm responsoryjny, co jednak nie ogranicza możliwości wykonania w tym miejscu graduału z repertuaru chorałowego.
Graduał jest najstarszym i najważniejszym z propriów mszalnych, wywodzącym się z synagogalnej tradycji śpiewania psalmów na sposób responsoryjny, gdy kantor śpiewał poszczególne wersety przeplatane aklamacją całego zgromadzenia. Pierwotnie graduał zawierał całe psalmy, z czasem został zredukowany do formy responsorium z antyfoną i pojedynczym wersetem psalmowym. Nazwa śpiewu pochodzi od miejsca z którego śpiewany był graduał (łac. gradus, czyli stopień), czyli podwyższenia, najczęściej ze stopni ołtarzowych.
Graduał jest intonowany przez jednego lub dwóch kantorów do miejsca oznaczonego gwiazdką, po czym antyfonę śpiewa cały chór. Wers śpiewany jest przez dwóch kantorów do gwiazdki i kończony przez chór. Można również śpiewać graduał na właściwy sposób responsorialny, to jest z powtórzeniem całej antyfony po wersie. 

### W innych obrządkach
W obrządku ambrozjańskim ścisłym odpowiednikiem graduału jest psalmellus. Natomiast w obrządku bizantyjskim za odpowiednik graduału można uznać prokimenon, który jednak śpiewa się przed czytaniem (a nie po).

## Graduał jako księga
W obrządku rzymskim i jego wariantach mianem graduału określa się także księgę liturgiczną, zawierającą wszystkie śpiewy mszalne. Jej nazwa wywodzi się od graduału w znaczeniu pierwszym. Graduały zawierały przede wszystkim śpiewy należące do części zmiennych (proprium) mszy, takie jak:
- introit
- graduał
- śpiew alleluja z wersetem
- offertorium
- communio

a także i te przynależne do części stałych (ordinarium), niekiedy zawarte w oddzielnym kyriale:
- Kyrie eleison
- Gloria
- Credo
- Sanctus (oddzielnie lub razem z Benedictus)
- Agnus Dei
- Ite missa est lub Benedicamus Domino.

Ostatnie wydanie typiczne graduału ukazało się w 1908. Wydanie z 1979 zostało przystosowane do reform liturgii rzymskiej po soborze watykańskim II, ale nie jest wydaniem typicznym.